# 芳寸之地
《芳寸之地》（ mai sumōru rando */?）是一齣由日本和法國合拍的電影，是導演川和田惠真首次執導作品，由嵐莉菜和奧平大兼主演。故事圍繞在日庫爾德人遭遇的困難。

## 劇情
17歲的庫爾德族少女薩莉婭，5歲時隨父親馬茲林從家鄉逃難至日本。薩莉婭和父親、妹妹阿琳、弟弟羅賓四人住在埼玉縣，而母親法蒂瑪已經去世，安葬在家鄉。馬茲林的庫爾德傳統意識強烈，一家與在日庫爾德人群體關係密切。三姊弟自幼於日本就學，接受日本文化。薩莉婭現時就讀高中，與同班同學愛實、詩織友好，但她們卻以為薩莉婭是德國人。薩莉婭學習成績優異，並立志成為小學教師。她瞞著父親在東京都的一家便利店當兼職以儲蓄學費，認識了同校男生、店長的外甥聰太。
然而，薩莉婭一家的難民認定申請遭出入國在留管理廳否決，臨時在留證被註銷。他們頓時變成非法居留者，雖然獲轄免拘留，仍允許留在日本享有一定的自由，但條件是失去工作的資格，更加被限定要留在埼玉縣境內。薩莉婭在越過荒川猶豫了一下，還是如常地進入了東京都境內當兼職。她向聰太交待了自己的身世，但聰太對庫爾德卻一無所知。一場大雨後，薩莉婭帶了聰太到她家換衣服，遇上了馬茲林。雖然馬茲林邀請了聰太留下用膳，並向他介紹了庫爾德歷史，但對於薩莉婭與聰太越來越親密感到不滿，甚至沒收了薩莉婭的單車。
馬茲林在回收工場工作時被發現，於是遭到扣留。薩莉婭因而需要肩負起照顧弟妹和庫爾德同胞的責任，但是阿琳卻埋怨她幫助庫爾德群體太多，使得他們無心融入日本社會。薩莉婭起初得到聰太母親友善款待，然而她講出自己家庭的狀況後，便被建議不要再和聰太約會，也被便利店無奈辭退。薩莉婭因缺乏居住許可無法報讀心儀的大學，又因欠租多月面臨被迫遷。在愛實的介紹下，薩莉婭嘗試了在卡啦OK陪唱，但無法接受客人的進一步要求。薩莉婭向庫爾德社群籌借租金，但拒絕了對她心儀的同胞協助。
馬茲林獲釋無期，又忍受不住拘留所的待遇，決定放棄上訴，自願返回土耳其，冒着被土耳其政府拘捕的風險。薩莉婭對他的決定感到沮喪，認為父親拋棄了她們姊弟。聰太在薩莉婭徬徨之際陪伴在旁，二人互生情愫。薩莉婭替馬茲林收拾行李時發現父親的日記，便請求一直幫助他們的山中誠律師勸阻父親。山中只好向薩莉婭坦白說，馬茲林自願回土耳其，是因為得知日本規定只要父母放棄簽證，他們在日本長大的子女便可以獲得簽證。最後一次在拘留所會面，馬茲林向薩莉婭描述家鄉的環境，又說出單車的所在，並以庫爾德的傳統禱詞結束。薩莉婭回到家中，看著羅賓畫了一幅畫來表達出他的希望，就是他們一家──馬茲林、法蒂瑪、薩莉婭、聰太、阿琳，還有他自己──安居在一個比現在更大的地方。

## 角色
- 嵐莉菜　飾　卓拉克·薩莉婭
- 奧平大兼　飾　崎山 聰太
- Arashi Kahafi Zadeh　飾　卓拉克·馬茲林，薩莉婭的父親，因家被軍隊燒毀而參與遊行，遭逮捕拷問，被迫舉家逃難至日本
- Lily Kahafi Zadeh　飾　卓拉克·阿琳，薩莉婭的妹妹，只會說日語
- Lion Kahafi Zadeh　飾　卓拉克·羅賓，薩莉婭的弟弟，小學生，對同學自稱是外星人，因而遭到排擠
- 藤井隆　飾　太田 武，聰太的舅父，便利店店長
- 池脇千鶴　飾　崎山 倫子，聰太的母親，與聰太相依為命
- 韓英惠（日语：韓英恵）　飾　小向 悠子，羅賓的小學班主任，薩莉婭受她啟發而立志當小學教師
- 板橋駿谷（日语：板橋駿谷）　飾　原 英夫，薩莉婭的高中班主任，向她提供升學建議
- 新谷柚美（日语：新谷ゆづみ）　飾　西森 愛實，薩莉婭的高中同學，暗地裏從事陪唱
- 櫻　飾　野原 詩織，薩莉婭的高中同學，成績不及薩莉婭
- Sahel Rosa（日语：サヘル・ローズ）　飾　羅奈希，在日庫爾德人，丈夫已經被扣押兩年
- 平泉成　飾　山中 誠，一直幫助薩莉婭一家的律師

## 製作
《芳寸之地》是川和田惠真首次執導作品，川和田隸屬於是枝裕和、西川美和的電影製作公司「分福」。她的製作概念源於看到年輕的庫爾德女兵對抗伊斯蘭國的相片，開始對這個民族感到興趣。川和田用了大約兩年的時間去做資料搜集，採訪了在日庫爾德人和其他族裔的外國人，將他們的經歷寫進電影裏。身為英日混血兒的川和田也將自己在日本成長時遇上的困惑，和對日本人的待客之道的看法融入故事中。她起初打算任用庫爾德人當演員，但為免影響他們的難民申請，最終只好用了其他族裔的演員。而主角則由女模特兒嵐莉菜飾演，她有伊拉克、俄羅斯、伊朗、德國、日本五族血統，在日本出生和成長，對身分認同的疑惑是她中選的主因。嵐莉菜（本名Lina Kahafi Zadeh）第一次演出電影，她現實中的爸爸Arashi、妹妹Lily和弟弟Lion也在電影中演出，飾演薩莉婭的家人。
導演在片頭特地加入了說明，表示電影中使用了三種語言──在日本通用的日語、在土耳其通用的土耳其語、民族語言庫爾德語。導演遇到的年輕一輩庫爾德人多數使用土耳其語，而不懂父母輩之間通用的庫爾德語。電影主角薩莉婭多數說土耳其語，而嵐莉菜本身不懂這語言，因此特地向土耳其語老師學習，爸爸幫手檢查。

## 電視劇版
2022年3月24日，電影正式上映前，本作以國際共同製作劇集《芳寸之地》的形式在NHK BS1播放。分為上下兩部份，上集20：00~20：50播出，下集21：00~21：49播出。

## 小說
導演川和田惠真本人將電影改編成小說。ISBN 978-4-06-527617-4

## 獎項
- 第72屆柏林國際影展世代特別選[4]
  - 國際特赦組織電影獎特別表揚
- 第27屆釜山國際電影節入選Special Program in Focus[5]
- 2022年度新藤兼人賞
  - 銀獎（川和田惠真）
- 第45屆山路文子電影獎
  - 新晉女演員獎（嵐莉菜）
- 第47屆報知電影獎
  - 新人獎（嵐莉菜）
- 第77屆每日電影獎
  - Sponichi Grand Prix 新人獎（嵐莉菜）
- 第36屆高崎電影節
  - 最優秀新晉演員獎（嵐莉菜）
- 第96屆電影旬報最佳十強
  - 新晉女演員獎（嵐莉菜）
  - 讀者選出日本電影最佳十強第10位
- 2023年大阪電影節[6]
  - 新晉女演員獎（嵐莉菜）
  - 新晉女導演獎（川和田惠真）

## 外部連結
- 官方網站 （页面存档备份，存于）（日語）
- 互联网电影数据库（IMDb）上《芳寸之地》的资料（英文）